# Michel Puterflam
Michel Puterflam, né le 29 juillet 1930 à Paris 12e et mort le 21 avril 2015 à Vic-Fezensac, est un comédien français.
Il est notamment connu pour ses rôles dans Diabolo menthe, Le pacte des loups et La Tour Montparnasse infernale.

## Biographie
Michel Puterflam est né à Paris dans le 12e arrondissement le 29 juillet 1930. Il a commencé sa vie d'artiste surtout par des pièces de théâtre.

## Filmographie partielle

### Cinéma
- 1961 : La Fille aux yeux d'or d'Jean-Gabriel Albicocco - Un des « dévorants »
- 1962 : Les Culottes rouges de Alex Joffé - L'homme de la troupe jouant Phidias
- 1963 : À cause, à cause d'une femme de Michel Deville - Stéphane
- 1963 : La Mémoire courte d'Henri Torrent et Francine Premysler : Le récitant
- 1970 : Le Dernier Saut de Édouard Luntz - L'agent de police
- 1977 : Des enfants gâtés de Bertrand Tavernier - Baraduc
- 1977 : Diabolo menthe de Diane Kurys - M. Weber
- 1977 : Vous n'aurez pas l'Alsace et la Lorraine de Coluche et Marc Monnet - Le radoteur
- 1979 : Les héros n'ont pas froid aux oreilles de Charles Nemes - Le père de Karine
- 1980 : Cocktail Molotov de Diane Kurys - Le père d'Anne
- 1980 : Inspecteur la Bavure de Claude Zidi - Gégé
- 1981 : Les matous sont romantiques de Sotha - L'altruiste
- 1984 : Stress de Jean-Louis Bertuccelli
- 2001 : Le Pacte des loups de Christophe Gans - L'Evèque de Mende
- 2001 : La Tour Montparnasse infernale de Charles Nemes - Lanceval

### Télévision
- 1961 : Un bon petit diable, téléfilm de Jean-Paul Carrère
- 1964 : Le Train bleu s'arrête 13 fois - épisode : Paris: Signal d'alarme : Le second journaliste
- 1964 : Rocambole de Jean-Pierre Decourt (1re époque) - Mort des braves
- 1965 : Rocambole de Jean-Pierre Decourt - (2e époque)  - Mort des braves
- 1970 : Adieu Mauzac, de Jean Kerchbron. Le téléfilm relate l’évasion du camp de Mauzac du 16 juillet 1942 ; Michel Puterflam joue le rôle de Lazare Rachline.
- 1971 : Aubrac-City feuilleton télévisé de Jean Pignol
- 1973 : Les Nouvelles Aventures de Vidocq, épisode Les Assassins de l'Empereur de Marcel Bluwal
- 1974 : Gil Blas de Santillane feuilleton télévisé de  Lesage
- 1978 : Messieurs les jurés : L'Affaire Servoz d'André Michel
- 1980 : La Traque, téléfilms de Philippe Lefebvre
- 1987 : Objectif Nul, feuilleton télévisé des Nuls : l'inspecteur Merdick (1 épisode)
- 1991 : Série noire - Une gare en or massif de Caroline Huppert (série télévisée) - Kili
- 1995 : Le Retour d'Arsène Lupin - épisode : Le masque de Jade  (série télévisée)